# Wikifajok
A Wikifajok vagy Wikispecies a Wikimédia Alapítvány által fenntartott projekt. Nyílt, szabad gyűjteménye a fajoknak.

## Cél
Célja létrehozni az állatok, növények, gombák, baktériumok, archeák, protiszták és minden fellelhető életformának az életfáját, szorosan együttműködve a Wikipédiával.

## Más nyelveken
A Wikifajok 51 nyelven érhető el, mind GNU Free Documentation License alatt.

## Szabályok
A Wikifajok Wikimédia Commons képeket és média fájlokat használ, nem lehetséges illusztrációk feltöltése.

## Lásd még
- Wikipédia:Társprojektek